# Municipio de Columbia (condado de Jennings)
El municipio de Columbia (en inglés: Columbia Township) es un municipio ubicado en el condado de Jennings en el estado estadounidense de Indiana. En el año 2010 tenía una población de 868 habitantes y una densidad poblacional de 8,49 personas por km².

## Geografía
El municipio de Columbia se encuentra ubicado en las coordenadas 39°7′36″N 85°29′40″O / 39.12667, -85.49444. Según la Oficina del Censo de los Estados Unidos, el municipio tiene una superficie total de 102.29 km², de la cual 102,25 km² corresponden a tierra firme y (0,04 %) 0,04 km² es agua.

## Demografía
Según el censo de 2010, había 868 personas residiendo en el municipio de Columbia. La densidad de población era de 8,49 hab./km². De los 868 habitantes, el municipio de Columbia estaba compuesto por el 98,96 % blancos, el 0,12 % eran afroamericanos, el 0,12 % eran asiáticos, el 0,46 % eran de otras razas y el 0,35 % eran de una mezcla de razas. Del total de la población el 0,81 % eran hispanos o latinos de cualquier raza.